# 西岡の戦い
西岡の戦い（にしのおかのたたかい）は、応仁の乱における戦闘の1つで、文明元年（1469年）4月22日に京都府乙訓郡西岡で東軍と西軍が衝突した。
山城西部の乙訓郡は丹波・摂津に近い地域であり、国人は2ヶ国守護の細川氏と深い繋がりを持っていた。この縁で応仁の乱では細川勝元が率いる東軍に味方して、野田泰忠ら国人衆は西岡を始めとする乙訓郡で上洛する西軍の軍勢と戦っていた。しかし、戦闘が京都から周辺地域に移ると西岡が狙われる状況になり、応仁2年（1468年）から東西両軍が入り乱れて合戦を繰り返すようになった。
文明元年4月19日、谷の堂（京都市）を根拠とする西岡国人衆は鶏冠井城（向日市）に籠城する西軍を襲撃したが、僅か3日後の22日に畠山義就が出撃、谷の堂は落とされ西岡国人衆は丹波へ逃亡した。西岡を含む乙訓郡は西軍が制圧、義就は勝竜寺城で乙訓郡及び山城の支配に取り掛かった。6月16日に大内政弘も摂津へ向かい東軍の拠点を殆ど奪い取り、山城周辺は西軍に押さえられた。
西岡を失った野田泰忠らは奪還のため山名是豊を山崎に迎え入れ、勝竜寺城の義就と交戦を続けたが、文明2年（1470年）12月に是豊が領国備後へ下向してからは大きな合戦がないまま小競り合いとなり、終戦まで乙訓郡は義就の占領下にあった。また、大内軍も文明2年7月に南山城へ遠征、山城と大和の境界付近にある木津を巡り両軍が攻防戦を繰り広げていった。